# Гърбат кит
Гърбатият кит (Megaptera novaeangliae) е вид от семейството на ивичестите китове, подразред беззъби китове (Mysticeti). Един от най-големите китове. Възрастните варират в дължина от 12 – 16 m и тежат приблизително 48 тона. Гърбатият кит има отличителна форма на тялото, с необичайно големи гръдни перки и безформена глава. Той е акробатично животно, често подаващо се над водата. Мъжките изпълняват сложна песен, която трае от 10 до 20 минути и се повтаря в продължение на часове. Целта на песента все още не е ясна, въпреки че изглежда да има роля в чифтосването.
Установени в океаните и моретата по целия свят, гърбатите китове обикновено мигрират до 25 000 km всяка година. Гърбатите китове се хранят само през лятото, в полярните води, а през зимата мигрират към тропичните или субтропичните води, за да се чифтосват и раждат. През зимата, гърбатите китове се „изхранват“ и живеят за сметка на мастните си резерви. Храната им се състои предимно от крил и малки рибки. Гърбатите китове имат разнообразен репертоар от начини на хранене, включително балонна техника на хранене.
Подобно на другите големи китове и гърбатият е бил обект за китоловната индустрия. Поради свръхулов, популацията му пада с около 90% преди да бъде въведен китоловен мораториум през 1966 г. Оттогава видът частично се е възстановил, обаче заплитането в риболовни съоръжения, сблъсъците с кораби и шумовото замърсяване остават значими опасности пред вида. Има най-много 80 000 гърбати китове в световен мащаб. В миналото избивани до ръба на изчезването, гърбатите китове днес са търсени обекти за любителско наблюдаване на китове, особено около Австралия, Нова Зеландия, Южна Америка, Канада и Съединените щати.

## Описание
Гърбатият кит може лесно да бъдат идентифициран по набитото си тяло с отчетлива гърбица и черно оцветен гръб. Главата и долната челюст са покрити с подутини, наречени туберкули, които всъщност са космени фоликули и са характерни за вида. Опашка, която се вдига над повърхността при гмуркане, е назъбена по края с издължени ръбове. Опашката на всеки индивид има уникални характеристики, въз основа на които гърбатите китове се разпознават. Съществуват четири отделни световни популации, всяка обект на изучаване: Северна Тихоокеанска, атлантическа и южна, които имат различни популации, които извършват миграциона обиколка всяка година. Четвъртата популация обитава Индийския океан. Представителите и не извършват миграции, тъй като са възпрепятствани от северния бряг на този океан.
Дълга черно-бяла опашка перка, която може да достига до 1/3 от дължината на тялото, както и гръдните перки имат уникални характеристики, което прави индивидуални китове лесни за идентифициране. Няколко хипотези се опитват да обяснят размера на гръдните перки на гърбатите китове, които са пропорционално най-дългите перки при всички китоподобни. Двете най-издържани отдават големите им размери на по-висока маневреност, предоставена от дългите перки и необходимостта от увеличената площ за контрол на температурата, когато мигрират между топъл и студен климат. Гърбавите китове също имат retia mirabilia, топлообменна система, която работи по подобен начин при гърбати китове, акули и някои други риби.
Гърбатите китове имат от 270 до 400 тъмно оцветени балени от всяка страна на устата си. Размерите им варират от едва 46 cm в предната част до около 0,91 m назад, зад челюстната става. Коремните ивици се проточват от долната челюст до пъпа, което е половината от долната страна на кита. Тези вдлъбнатини са по-малобройни (обикновено 14 – 22), отколкото при другите ивичести китове, но са доста по-широки.
Набитата гръбна перка е видима малко след носовите отвори, когато кита е на повърхността, но се скрива при показването на опашния плавник. Гърбатите китове имат 3 метрови носови отвори със сърцевидна форма, през които дишат и понякога изхвърлят вода подобно на гейзери. Възрастен кит може да издуха вода на 3.0 – 6.1 m височина. Тъй като гърбатите китове дишат волево, вероятно се налага да спи само едната половина от мозъците им, докато другата е активна.
Новородени китчета са с приблизителна дължината като главата на майка си. При раждането, малките имат дължина от около 6,1 m и тежат 1,8 тона. Майката, за сравнение, е дълга около 15 m. Те кърмят за около шест месеца, след което за около още шест месеца малките са на кърма и „твърда“ храна. Млякото на гърбатия кит има 50% мазнини и е розово на цвят.
При женските полова зрялост настъпва на възраст от пет години, а достигат пълния размер на възрастен малко по-късно. Мъжките достигат полова зрялост на около седем години. Продължителността на живот при гърбатите китове варира от 45 – 100 години. Напълно отрасналите мъжки са големи средно 13 – 14 метра. Женските са малко по-големи 15 – 16 m, най-големият установен индивид е 19 метра, а гръдните перки са с размер 6 метра. Телесна маса обикновено е в диапазона от 25 – 30 тона, а при най-големите екземпляри теглото достига над 40 тона. Женските имат полусферичен лоб с дължина около 15 cm в диаметър в гениталната област. Това визуално отличава самците и самките. Пениса на мъжките обикновено остава скрит в гениталната цепка.

## Таксономия
|  | B. bonaerensis (Южен малък ивичест кит) |
|  |                                         |
|  | B. acutorostra (Малък ивичест кит)      |
|  |                                         |

|  | B. edeni (Ивичест кит на Еден)                                                            |
|  |                                                                                           |
|  | \| \| B. borealis (Сейвал) \| \| \| \| \| \| B. brydei (Ивичест кит на Брюде) \| \| \| \| |
|  |                                                                                           |
|  | B. borealis (Сейвал)                                                                      |
|  |                                                                                           |
|  | B. brydei (Ивичест кит на Брюде)                                                          |
|  |                                                                                           |

|  | B. borealis (Сейвал)             |
|  |                                  |
|  | B. brydei (Ивичест кит на Брюде) |
|  |                                  |

|  | B. edeni (Ивичест кит на Еден)                                                            |
|  |                                                                                           |
|  | \| \| B. borealis (Сейвал) \| \| \| \| \| \| B. brydei (Ивичест кит на Брюде) \| \| \| \| |
|  |                                                                                           |
|  | B. borealis (Сейвал)                                                                      |
|  |                                                                                           |
|  | B. brydei (Ивичест кит на Брюде)                                                          |
|  |                                                                                           |

|  | B. borealis (Сейвал)             |
|  |                                  |
|  | B. brydei (Ивичест кит на Брюде) |
|  |                                  |

|  | B. musculus (Син кит)               |
|  |                                     |
|  | Megaptera novaeangliae (Гърбат кит) |
|  |                                     |
|  | Eschrichtius robustus (Сив кит)     |
|  |                                     |

|  | B. edeni (Ивичест кит на Еден)                                                            |
|  |                                                                                           |
|  | \| \| B. borealis (Сейвал) \| \| \| \| \| \| B. brydei (Ивичест кит на Брюде) \| \| \| \| |
|  |                                                                                           |
|  | B. borealis (Сейвал)                                                                      |
|  |                                                                                           |
|  | B. brydei (Ивичест кит на Брюде)                                                          |
|  |                                                                                           |

|  | B. borealis (Сейвал)             |
|  |                                  |
|  | B. brydei (Ивичест кит на Брюде) |
|  |                                  |

|  | B. edeni (Ивичест кит на Еден)                                                            |
|  |                                                                                           |
|  | \| \| B. borealis (Сейвал) \| \| \| \| \| \| B. brydei (Ивичест кит на Брюде) \| \| \| \| |
|  |                                                                                           |
|  | B. borealis (Сейвал)                                                                      |
|  |                                                                                           |
|  | B. brydei (Ивичест кит на Брюде)                                                          |
|  |                                                                                           |

|  | B. borealis (Сейвал)             |
|  |                                  |
|  | B. brydei (Ивичест кит на Брюде) |
|  |                                  |

|  | B. musculus (Син кит)               |
|  |                                     |
|  | Megaptera novaeangliae (Гърбат кит) |
|  |                                     |
|  | Eschrichtius robustus (Сив кит)     |
|  |                                     |

Гърбатите китове принадлежат към семейството на ивичестите китове (Balaenopteridae). Това семейство включва също и синия кит, финвала, ивичестия кит на Брюде, сейвала, малкия ивичест кит и други. Смята се, че е ивичестите китове са се отделили от другите семейства на беззъбите китове (подразред Mysticeti) в средата миоцен. Въпреки това не е известно кога членовете на семейството се отделят един от друг.
Въпреки че е ясно свързан с гигантските китове от род Balaenoptera, гърбатият кит е единственият член на своя род, откакто е класифициран от Грей през 1846. Скорошни ДНК анализи обаче показват, че гърбатият кит е по-тясно свързан с някои ивичести китове, особено финвала (Balaenoptera physalus), а вероятно и сивия кит (Eschrichtius робустус), отколкото с други представители на семейството като малкия ивичест кит. Ако нататъшни изследвания потвърдят тези взаимовръзки, ще бъде необходимо да се прекласифицира цялото семейство на ивичестите китове.
За първи път е идентифициран като гърбат кит (Baleine de la Nouvelle Angleterre) от Матюрен Жак Брисон в Regnum Animale през 1756 г. През 1781 г. Георг Хайнрих Боровски описва вида, променяйки името дадено от Брисон с неговия латински еквивалент Balaena novaeangliae. През 1804 г. Бернар Жермен дьо Ласепед изключва гърбатия кит от семейството Balaenidae и го преименува на Balaenoptera jubartes. През 1846 г. Джон Едуард Грей създава рода Megaptera и класифицира гърбатия като Megaptera longipinna, но през 1932 г., Ремингтън Килог връща името на Боровски novaeangliae.
Общото название е получено заради извиването на гърба при гмуркане. Родово име Megaptera от гръцкото mega-/μεγα- „гигант“ и ptera / πτερα „крило“, се отнася до големи предни плавници. Видовото определение означава новоанглийски (от Нова Англия) и вероятно е дадено от Брисон, заради редовните наблюдения на гърбати китове край бреговете на Нова Англия.